# Victor Beaumont
Victor Beaumont, eigentlich Peter Wolff (* 7. November 1912 in Berlin; † 21. März 1977) war ein deutscher Schauspieler.

## Leben
Victor Beaumont wurde als Peter Wolff geboren und ist der Sohn des Schauspielers Martin Wolff. Sein Halbbruder Gerry Wolff arbeitete ebenfalls als Schauspieler. Bereits 1930 stand Beaumont zum ersten Mal vor der Kamera, sein Debüt gab er noch unter seinem bürgerlichen Namen in dem Stummfilm Revolte im Erziehungshaus. Unter der Regie von Fritz Kortner drehte er 1931 die Komödie Der brave Sünder, im selben Jahr war er in der Rolle des Willy Wormser in Richard Oswalds Verfilmung vom Hauptmann von Köpenick zu sehen.
Nach der Machtübernahme der Nationalsozialisten wanderte Beaumont 1933 nach England aus und legte sich seinen Künstlernamen zu, wird allerdings erst ab 1942 in den Besetzungslisten britischer Produktionen geführt, in späteren Jahren spielte er auch in US-amerikanischen Filmen. Häufig in Nebenrollen und nicht selten als „böser Deutscher“ besetzt, agierte Beaumont an der Seite von Stars wie Gregory Peck, Anthony Quinn, Kirk Douglas oder Richard Harris, daneben auch gastweise in Fernsehserien. 1967 wirkte er in der DEFA-Produktion Die gefrorenen Blitze mit, ab 1970 stand Beaumont dann auch wieder vor bundesdeutschen Kameras, hier ebenfalls überwiegend als Gastdarsteller in Serien wie Der Kommissar, Dem Täter auf der Spur oder Graf Yoster gibt sich die Ehre.

## Filmografie (Auswahl)
- 1930: Revolte im Erziehungshaus
- 1931: Ich geh’ aus und du bleibst da
- 1931: Seine Freundin Annette
- 1931: Die Schlacht von Bademünde
- 1931: Der brave Sünder
- 1931: Der Herr Bürovorsteher
- 1931: Der Hauptmann von Köpenick
- 1932: Das Geheimnis des blauen Zimmers
- 1933: Hände aus dem Dunkel
- 1933: Rakoczy-Marsch
- 1942: The First of the Few
- 1943: Tomorrow We Live
- 1956: Allen Gewalten zum Trotz
- 1957: Dann schweigen die Pistolen
- 1958: Television World Theatre – The Captain of Koepenick
- 1958: Handlanger des Teufels
- 1959: No Hiding Place – The Stalag Story
- 1959: Gefährliche Geschäfte – The Tenth Symphony
- 1960: Die letzte Fahrt der Bismarck
- 1961: Die Kanonen von Navarone
- 1962: Freud
- 1964: Ein Schuß im Dunkeln
- 1965: Kennwort „Schweres Wasser“
- 1965: Simon Templar (Fernsehserie, 2 Folgen)
- 1966: Das Quiller-Memorandum – Gefahr aus dem Dunkel
- 1967: Die gefrorenen Blitze
- 1968: Agenten sterben einsam (Where Eagles Dare)
- 1968: Sturm auf die eiserne Küste (Attack on the Iron Coast)
- 1969: Mörder GmbH (The Assassination Bureau)
- 1970: Der Brief an den Kreml (The Kremlin Letter)
- 1970: Graf Yoster gibt sich die Ehre – Castor und Pollux
- 1971: Die Frau in Weiß
- 1971: Charlie und die Schokoladenfabrik
- 1971: Dem Täter auf der Spur – Flugstunde
- 1972: Der Kommissar – Traum eines Wahnsinnigen
- 1972: Hamburg Transit – Endstation Fuhlsbüttel
- 1972: Butler Parker – Geschäft mit der Angst
- 1974: Tod am Mississippi
- 1975: Zwei Finger einer Hand